# Ola Brynhildsen
Ola Brynhildsen (Bærum, 27 de abril de 1999) es un futbolista noruego que juega en la demarcación de centrocampista en el Toronto F. C. de la Major League Soccer.

## Selección nacional
Tras jugar en las categorías inferiores de la selección, finalmente el 17 de noviembre de 2022 hizo su debut con la selección de Noruega disputando 16 minutos en un amistoso ante Irlanda que finalizó con un resultado de 1-2.

## Clubes
| Club                   | País      | Año       | Partidos | Goles |
| ---------------------- | --------- | --------- | -------- | ----- |
| Stabæk Fotball         | Noruega   | 2017-2020 | 65       | 13    |
| Stabæk Fotball II      | Noruega   | 2018      | 5        | 0     |
| Molde FK               | Noruega   | 2020-2023 | 138      | 42    |
| F. C. Midtjylland      | Dinamarca | 2023-2024 | 38       | 8     |
| Molde FK (cedido)      | Noruega   | 2024      | 17       | 12    |
| Toronto F. C. (cedido) | Canadá    | 2025-     | 13       | 2     |

## Palmarés

### Títulos nacionales
| Título                 | Club              | País      | Año  |
| ---------------------- | ----------------- | --------- | ---- |
| Copa de Noruega        | Molde FK          | Noruega   | 2022 |
| Eliteserien            | Molde FK          | Noruega   | 2022 |
| Superliga de Dinamarca | F. C. Midtjylland | Dinamarca | 2024 |